# Pena capital en Noruega

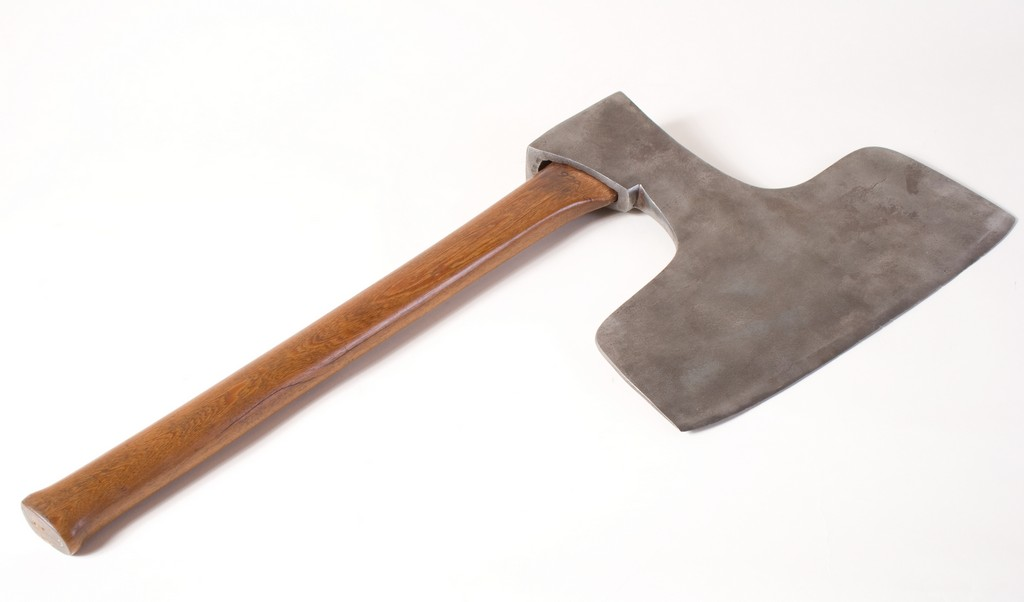
Hacha usada para las ejecuciones.

La pena capital en Noruega (en noruego: dødsstraff) ha sido  constitucionalmente prohibida desde 2014. 
Previo a ello, fue completamente abolida en 1979, y antes, desde 1905, el código penal había abolido la pena de muerte en tiempos de paz.
En la práctica, la última ejecución fue realizada el 25 de febrero de 1876, cuándo Kristoffer Nilsen Grindalen fue decapitado en Løten, pero varias personas, principalmente noruegos y alemanes, fueron ejecutadas después de la Segunda Guerra Mundial y los años de ocupación Nazi; entre ellos Vidkun Quisling.

## Historia

### Primeros usos
Además de los habituales delitos capitales de homicidio y traición, la ley medieval noruega también exigía la ejecución de personas acusadas de brujería. Durante la cacería de brujas de los siglos XVI y XVII, 300 personas fueron ejecutadas en la hoguera. De ellos, cerca de 100 eran provenientes de Vardø. Las mujeres del norte, especialmente de la provincia de Finnmark, corrían mayor riesgo de ser acusadas de brujas, debido a que tanto el clero como las autoridades creían que el diablo residía en los límites del mundo.
La ley noruega de 1687, establecida por el rey Cristián V, describía varios delitos capitales. Una ley del 16 de octubre de 1697 aumentó las penas por algunos homicidios, al combinar la tortura con las ejecuciones. En el camino a su ejecución, el convicto debía ser pinchado con varias tenazas al rojo vivo, y se le cortaba una mano antes de ser decapitado.

### Uso moderno
Hasta el siglo XIX, la lesa majestad podría ser castigado con la muerte. Hacia 1815, las formas más inhumanas de ejecución fueron abolidas, y la decapitación o el fusilamiento fueron los métodos autorizados restantes. Los delitos capitales fueron premeditados o de otro modo, tanto homicidios como traición.
Noruega abolió la pena de muerte para crímenes civiles en 1905, pero fue retenida para ciertos crímenes militares en tiempos de guerra.
Durante la ocupación nazi de Noruega (1940–1945), la pena capital fue introducida por el régimen pro-nazi de Vidkun Quisling  en septiembre de 1942, y el primero de un total de 19 ejecuciones se realizó el 16 de agosto de 1943, cuándo el oficial de policía Gunnar Eilifsen fue ejecutado por desobediencia. Antes de esto, se había impuesto la ley alemana, la cual había ejecutado a 400 ciudadanos noruegos. 
En 1941, el gobierno en el exilio de Johan Nygaardsvold en Londres permitió la pena capital después de la guerra, y amplió su alcance en 1942, para cubrir los delitos de tortura y homicidio. La purga legal que siguió a la ocupación resultó en varias sentencias de muerte, de la cual se ejecutaron a 37 personas: 25 noruegos y 12 alemanes.
La última ejecución tuvo lugar el 27 de agosto de 1948, cuándo Ragnar Skancke fue puesto ante un pelotón de fusilamiento, en la Fortaleza de Akershus.

### Convención europea en Derechos Humanos
En 1988 Noruega firmó el 6° protocolo de la Convención Europea en Derechos humanos que prohíbe el uso de la pena capital en tiempos de paz, y ratificaron el 13° protocolo que prohíbe todo uso de la pena capital en 2005. Noruega generalmente se opone a la pena de muerte tanto dentro como fuera del país. El gobierno ha deportado a Mullah Krekar de Noruega, pero no lo han enviado a Irak debido a la posibilidad de que sea acusado de crímenes capitales en su tierra natal. En el caso de Martine Vik Magnussen, en donde una estudiante universitaria fue asesinada por un inmigrante yemení, Noruega ha declinado cooperar con el gobierno de Yemen, a menos de que garanticen de que el acusado no sea sentenciado a muerte.

### Prohibición constitucional
La Constitución de Noruega fue ampliamente modificada en mayo de 2014. El nuevo artículo 93 en la constitución prohíbe explícitamente la pena capital ("Todo individuo tiene derecho a la vida. Nadie puede ser condenado a muerte.") junto con la tortura, castigos inhumanos y degradantes, esclavitud, obliga al gobierno a protegerse de todas estas prácticas.

## Opinión pública
Las encuestas de opinión indican que 1 de cada 4 noruegos apoya la pena capital, con mayor apoyo entre los votantes del Partido del Progreso (FrP), en la que el 51% de sus miembros están a favor de la pena capital, según una encuesta realizada en 2010. Aunque los políticos del FrP como Ulf Erik Knudsen y Jan Blomseth han expresado abiertamente su apoyo a la pena de muerte en los casos atroces de violación y homicidio, la política del partido se manifiesta en contra de la pena capital. Una encuesta de opinión realizada después de los atentados de Noruega de 2011 demostró que la oposición a la pena capital se mantuvo firmemente arraigada, con un 16% de apoyo y un 68% de oposición.